# Jacques-Henri de Bourbon
Pour les articles homonymes, voir Jacques de Bourbon, Bourbon, Jacques II (prétendant) et Henri VI (prétendant).
Titres
Prétendant légitimiste aux trônes de France et de Navarre
28 février 1941 – 20 mars 1975
(34 ans et 20 jours)
Héritier du trône de France
(succession légitimiste)
6 septembre 1938 – 28 février 1941
(2 ans, 5 mois et 22 jours)
Prétendant au trône d’Espagne
28 février 1941 – 19 juillet 1969
(28 ans, 4 mois et 21 jours)
Jacques-Henri de Bourbon, né Jaime Luitpoldo Isabelino Enrique Alejandro Alberto Alfonso Víctor Acacio Pedro Pablo María de Borbón y Battenberg, le 23 juin 1908 au palais royal de la Granja de San Ildefonso, dans la province de Ségovie en Espagne, et mort le 20 mars 1975 à l’hôpital cantonal de Saint-Gall en Suisse, est un infant d'Espagne, titré duc d'Anjou et duc de Ségovie (titres de courtoisie). Il fut chef de la maison de France comme aîné de la maison de Bourbon et prétendant légitimiste au trône de France de 1941 à 1975, d'abord sous le nom de Jacques II, puis à partir de 1957 sous le nom d’Henri VI. Il fut aussi prétendant alphonsiste et carliste au trône d’Espagne sous le nom de Jacques IV.

## Jeunesse (1908-1941)

### Enfance

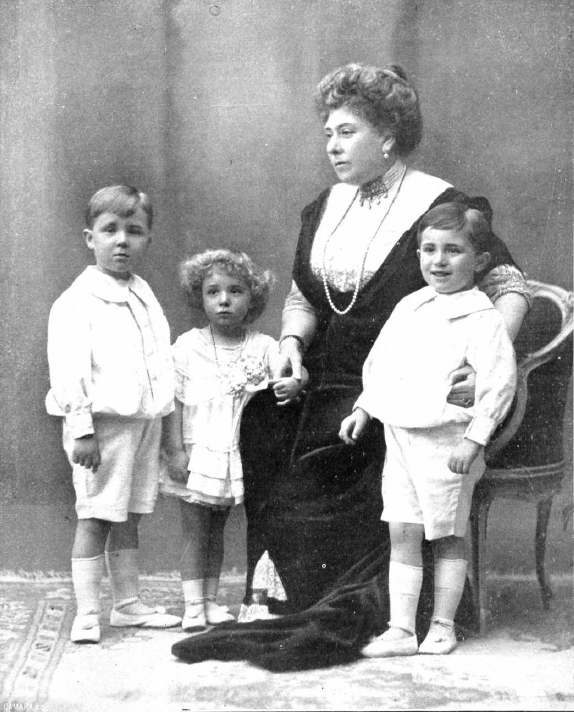
Les infants Alphonse et Jacques, avec leur sœur la princesse Béatrice avec leur grand-mère la princesse Béatrice du Royaume-Uni.

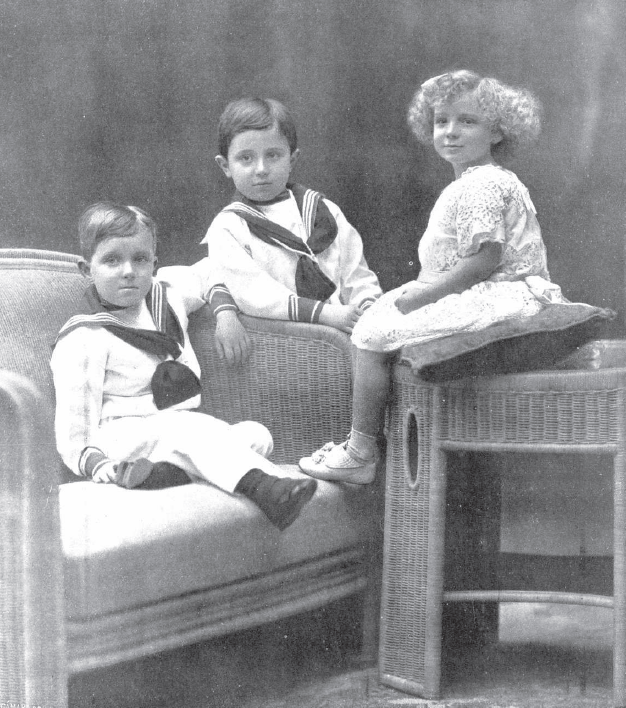
Les infants Alphonse et Jacques, avec leur sœur la princesse Béatrice.

Jaime de Borbón y Battenberg né le 23 juin 1908 au palais royal de La Granja de San Ildefonso. Il est le second fils du roi d'Espagne Alphonse XIII (1886-1941), chef de la maison capétienne de Bourbon de 1936 à 1941, et de son épouse britannique Victoire Eugénie de Battenberg (1887-1969). À sa naissance, il fut titré infant d’Espagne par son père, dans le cadre de la monarchie constitutionnelle instituée en 1876.
Il est baptisé le 29 juin 1908 dans la salle du trône du palais de la Granja et reçoit pour parrain le prince régent Luitpold de Bavière (1821-1912), et pour marraine sa tante l’infante Isabelle (1851-1931).
La légitimité de cette monarchie était contestée par les carlistes, partisans de la loi salique et donc du duc d'Anjou et de Madrid, cousin aîné d'Alphonse XIII.
Jacques de Bourbon devint sourd puis muet après avoir dû être opéré des oreilles, à cause d’une double mastoïdite survenue en 1912 et qui avait été mal soignée. Par la suite, il apprit à lire sur les lèvres et recouvra l'usage de la parole aidé en cela par sa seconde épouse Charlotte qui fit une carrière d'artiste lyrique avant son mariage avec l'infant.

### L'exil

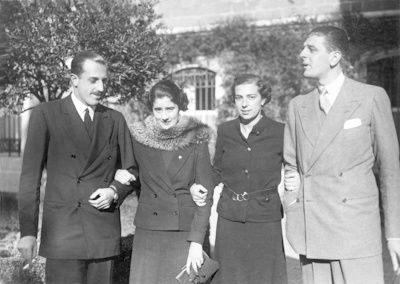
Jacques-Henri et son épouse Emmanuelle de Dampierre accompagnés de sa soeur l’infante Beatriz et de l’époux de cette dernière.

Le 14 avril 1931, Alphonse XIII fut chassé du pouvoir par les républicains espagnols. Il prit en exil le titre de courtoisie de duc de Tolède et s’installa à Paris à l’hôtel Meurice, puis à Avon (Seine-et-Marne) à l’hôtel Savoy, le gouvernement de la République française lui ayant demandé de rester à au moins 60 km de la capitale. 
Puis en 1934, le roi Alphonse XIII et sa famille quittèrent la France et s’installèrent en définitive à Rome au Grand Hôtel.
Jacques-Henri est l’un des témoins de son frère le comte de Barcelone lors du mariage de celui-ci. Les autres témoins sont le prince Ferdinand de Bavière ainsi que les princes Alphonse et Charles de Bourbon-Siciles, frères de la mariée.

## Éloignement familial (1941-1969)

### Chef de la maison de France

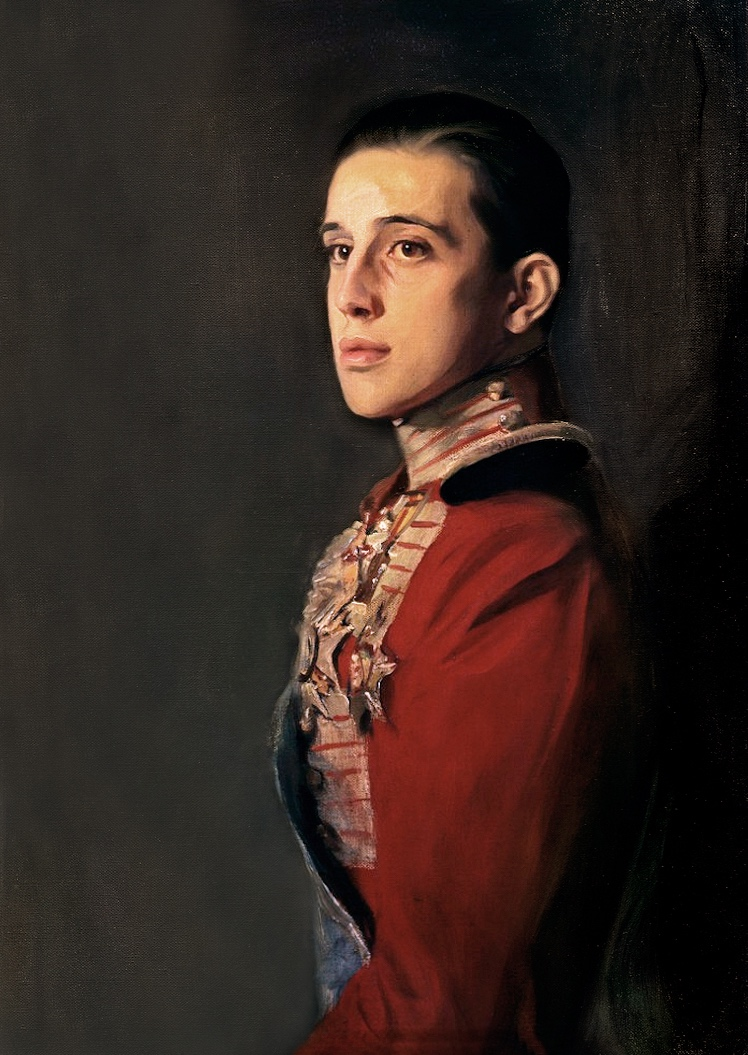
Portrait du duc de Ségovie peint par László, 1927.

Le 23 septembre 1931 à Paris, l'ex-roi Alphonse XIII vint rendre visite à son cousin aîné, Jacques de Bourbon (1870-1931), duc d'Anjou et de Madrid, alors aîné des Capétiens, qui était le prétendant légitimiste au trône de France et le prétendant carliste au trône d'Espagne. Les deux hommes se réconcilièrent. Deux jours plus tard, Jacques de Bourbon vint rendre visite à Alphonse XIII, qui résidait à Avon (Seine-et-Marne), à l'hôtel Savoy. À cette occasion, l'aîné des capétiens remit à l'ex-roi d'Espagne un collier de l'ordre du Saint-Esprit, hérité du comte de Chambord. Par ce geste, le duc d'Anjou et de Madrid voulait rappeler à Alphonse XIII qu'il deviendrait un jour, à son tour, l'aîné des descendants d'Hugues Capet (Jacques de Bourbon étant célibataire et sexagénaire, et son vieil oncle Alphonse de Bourbon étant octogénaire et sans enfant).
Jacques de Bourbon (1870-1931), duc d'Anjou et de Madrid, mourut d'une angine de poitrine le 2 octobre 1931 à Paris, une semaine après son entrevue avec Alphonse XIII à Avon. Cinq ans plus tard, son oncle Alphonse Charles de Bourbon (1849-1936), duc de San Jaime, mourut à son tour accidentellement le 29 septembre 1936 à Vienne. À cette date, l’ex-roi Alphonse XIII d'Espagne devint l'aîné de la maison de Bourbon et, pour les légitimistes, le nouveau chef de la maison de France, avec pour « dauphin » son fils aîné, Alphonse de Bourbon (1907-1938), ex-prince des Asturies, qui avait pris depuis son mariage le titre de courtoisie de comte de Covadonga.
Deux ans plus tard, la mort accidentelle du comte de Covadonga à Miami le 6 septembre 1938, fit de son frère Jacques, duc de Ségovie, le nouveau dauphin de France de droit, pour les légitimistes.
À la mort d'Alphonse XIII à Rome le 28 février 1941, le duc de Ségovie devint l’aîné des descendants d’Hugues Capet, de saint Louis, d’Henri IV et de Louis XIV. Les légitimistes le reconnurent alors comme roi de France et de Navarre de droit, sous le nom de Jacques II.

### Pendant la Seconde Guerre mondiale
Peu après la mort de son père, l'infant se réfugie avec son épouse et leurs deux fils à Lausanne en Suisse. Invité à y demeurer par la reine Victoire-Eugénie, mère de Jacques-Henri. Le séjour dans la confédération helvétique est assez calme et les problèmes financiers du prince disparaissent en partie. C'est durant leur exil en Suisse que le duc et la duchesse de Ségovie entendirent pour la première fois des légitimistes. En effet, malgré le rapprochement entre le prétendant légitimiste et le père de Jacques-Henri en 1931, le souverain en exil avait tenté de cacher à son fils ses possibles revendications. Ainsi, c'est Emmanuelle de Dampierre qui pousse son époux à s'intéresser au mouvement royaliste français afin de donner un avenir à leurs enfants.

### L'après-guerre
Après la fin de la Seconde Guerre mondiale, Jacques de Bourbon, duc de Ségovie, assuma sa position de chef de la maison royale de France en tant qu'aîné des Capétiens, en prenant le titre de courtoisie de duc d’Anjou et les pleines armes de France, et demanda par lettre datée du 28 mars 1946, à Rome, à Jacques de Bauffremont-Courtenay, qui vivait à Paris, de faire connaître sa prise de position et (lettre du 4 juin 1946) d’être son représentant en France.
Le 20 juillet 1946 à Menaggio, province de Côme (Italie), le duc d’Anjou et de Ségovie fit une déclaration enregistrée devant notaire. Il déclara notamment : « notre qualité de chef salique de la maison de France comporte pour nous seul le droit héréditaire de porter les armes appartenant au chef de cette maison soit : « d’azur à trois fleurs de lis d’or », qu’en la même qualité à laquelle est attaché héréditairement le droit de faire valoir nos titres au trône de France, nous déclarons ne renoncer aucunement à ce droit ».
En août 1946, Jacques de Bourbon chargea un lointain cousin capétien, François Xavier de Bourbon de transmettre sa déclaration aux cours européennes, accompagnée d’une lettre adressée aux cadets de la dynastie capétienne. Ce que François Xavier de Bourbon accepta, en répondant à Jacques de Bourbon le 24 août 1946 : « je sais bien que le fait de ta renonciation aux droits du trône d’Espagne ne pouvait modifier ton droit d’aîné ».
En 1947, parut un livre de Raoul de Warren sur les prétendants au trône de France : plusieurs pages étaient consacrées au duc de Ségovie, à la suite de sa prise de position de l'année précédente. La déclaration du nouveau duc d'Anjou (Jacques II pour les légitimistes) avait donné lieu à quelques articles de presse, notamment dans les hebdomadaires Samedi-soir, Quatre et Trois (articles d'Alain Decaux) et Cavalcade.
Depuis 1947, les légitimistes se retrouvaient chaque année pour la messe du 21 janvier dans l'église Saint-Augustin de Paris, pour rendre hommage au roi Louis XVI. À partir de 1952, Jacques de Bourbon présida chaque 21 janvier à Paris cette messe anniversaire de la mort de Louis XVI, d’abord à Saint-Augustin jusqu’en 1957, puis à la basilique Notre-Dame-des-Victoires de 1958 à 1971, puis à la Chapelle expiatoire à partir de 1972.
Le duc d'Anjou et de Ségovie s'installa en France en 1949, d’abord à Cannes à l'hôtel Majestic, ensuite au Cap d'Antibes (où il obtint son permis de conduire en mars 1950), puis (1952) à Rueil-Malmaison à la villa Segovia (228, avenue Napoléon-Bonaparte), ensuite à Paris au no 9 de l’avenue Ingres (dans le 16e arrondissement) puis avenue de Suffren, puis plus tard à Neuilly-sur-Seine (boulevard des Sablons), avant de s'expatrier en Suisse en 1970.

### Affirmation de son statut
Le 25 novembre 1950, le duc d’Anjou et de Ségovie conféra à son fils aîné, Alphonse, les titres de courtoisie de duc de Bourbon et de duc de Bourgogne. Et le 21 septembre 1972, il conféra à son second fils, Gonzalve, le titre de courtoisie de duc d’Aquitaine.
Le 8 mai 1956 à la basilique Saint-Denis, le duc d’Anjou et de Ségovie, invité par le conseil général du département de la Seine, présida en compagnie de son fils aîné, Alphonse, « duc de Bourbon », la cérémonie de remise du reliquaire de saint Louis, organisée par le Mémorial de France à Saint-Denys.
À partir de 1957, Jacques de Bourbon signa désormais Jaime Henri puis Jacques Henri ses actes français, ajoutant ainsi son quatrième prénom à son premier prénom (en revanche, il continua de signer ses actes espagnols du seul prénom Jacques). Les légitimistes lui donnèrent donc désormais comme nom royal Henri VI.
En juin 1959, la télévision française diffusa un entretien avec Jacques Henri de Bourbon, dans lequel il raconta le voyage autour du monde qu’il venait de faire pendant trois mois.
Le 30 avril 1967, le duc d’Anjou et de Ségovie inaugurasur l'invitation de Patrick Esclafer de la Rode à Angoulême une plaque sur la statue de Jean d'Orléans (1400-1467), à l’occasion du cinquième centenaire de la mort de ce Capétien, grand-père du roi François Ier de France. À cette occasion, Jacques Henri de Bourbon fut accueilli par l’évêque d’Angoulême Mgr René Kérautret dans la cathédrale Saint-Pierre et par le maire à l’hôtel de ville.
Son frère cadet Juan, comte de Barcelone, n'accepta jamais les revendications de son aîné. L'éloignement des deux frères atteint son paroxysme lors du mariage de Juan Carlos, le fils aîné et héritier de Juan, avec la princesse Sophie de Grèce. En effet, alors que les deux fils de Jacques-Henri étaient invités, ce dernier ne le fut pas et dût rester en France durant toute les festivités.

### Revendication espagnole
Désapprouvant le projet de mariage de son fils aîné, Alphonse, prince des Asturies, avec Edelmira Sampedro (1906-1994), une roturière cubaine, Alphonse XIII fit écrire à son fils aîné une lettre, le 11 juin 1933 à Lausanne (Suisse), dans laquelle le prince des Asturies renonçait au trône d’Espagne, pour lui et ses éventuels descendants. Cette renonciation était faite par simple lettre sous seing privé, sans aucun caractère officiel, et sous la pression du souverain déchu, mais elle faisait néanmoins de l'infant Jacques le nouveau « prince des Asturies » des alphonsistes. Mais il n'allait le rester que pendant dix jours.
Pensant que ses difficultés d’élocution et sa surdité étaient des obstacles à une éventuelle restauration de la monarchie en Espagne, Alphonse XIII demanda à son fils Jacques d'écrire, à l’hôtel Savoy à Avon le 21 juin 1933 (le jour même où le prince des Asturies se mariait avec Edelmira Sampedro à Lausanne), une lettre par laquelle il renonçait au trône d’Espagne, pour lui et ses éventuels descendants.
Le 4 mars 1935 (jour de son mariage avec Emmanuelle de Dampierre), Jacques de Bourbon reçut de son père le titre de courtoisie de duc de Ségovie.
En 1936, à la mort d'Alphonse Charles de Bourbon, duc de San Jaime, le dernier prétendant de la branche aînée, une partie des carlistes se rangea derrière le nouvel aîné salique : l'ex-roi Alphonse XIII. Mais de nombreux carlistes refusèrent de soutenir celui qu'ils considéraient depuis cinquante ans comme un usurpateur, et se rangèrent derrière un lointain cousin d’Alphonse XIII, François Xavier de Bourbon (1889-1977), qui avait été nommé « régent » par Alphonse Charles de Bourbon.
À partir de septembre 1938, il ne restait plus à Alphonse XIII que deux fils, les infants Jacques (né en 1908) et Jean (né en 1913). L'ex-roi d'Espagne ne voulut pas revenir sur la renonciation qu'il avait fait signer à l’infant Jacques en 1933. Le 15 janvier 1941, un mois et demi avant sa mort, Alphonse XIII « abdiqua » en faveur de son fils cadet, Jean de Bourbon, qui se proclama comte de Barcelone le 8 mars 1941, quelques jours après les obsèques de son père.
Jacques de Bourbon confirma tout d'abord sa renonciation de 1933 au trône d’Espagne par deux lettres adressées à son frère cadet, la première écrite le 23 juillet 1945 à Lausanne, la seconde écrite le 17 juin 1947 à Rome. Mais par la suite, le 6 décembre 1949 à Paris (en présence de son avocat, le Dr. Ludwig Draxler (de), et d'un représentant de l'agence France-Presse), Jacques de Bourbon récusa toutes ses renonciations au trône d’Espagne (renonciations qu'il estimait avoir été faites sans motif valable, par simples lettres sous seing privé, sans aucun caractère officiel, et sous la pression de son père puis de son frère), dont il s'estimait légitime héritier, en tant que fils aîné du dernier roi.
Entretemps, le 25 août 1948, à bord de l'Azor, le yacht de Francisco Franco (le chef de l’État espagnol), mouillé au large de Saint-Sébastien (Espagne), eut lieu une entrevue entre Franco et les deux fils du défunt roi Alphonse XIII, Jacques de Bourbon, duc d'Anjou et de Ségovie et Jean de Bourbon, comte de Barcelone. Il fut convenu que Juan Carlos (né en 1938) et Alphonse (né en 1941), les deux fils de Jean de Bourbon, poursuivraient leurs études en Espagne. Jacques de Bourbon demanda qu'il en fût de même pour ses deux fils, Alphonse (né en 1936) et Gonzalve (né en 1937), mais Franco refusa.
Le 6 mai 1954, par une lettre envoyée à Francisco Franco, Jacques de Bourbon rappela qu'il était le légitime héritier de la couronne d'Espagne. Le 1er mars 1963 à Paris, Jacques de Bourbon se déclara chef et souverain de l’ordre de la Toison d'or, en tant qu’héritier du trône d’Espagne. Le 3 mai 1964, toujours à Paris, il prit le titre de courtoisie de duc de Madrid, en tant que successeur de la branche carliste et donc héritier salique de la couronne espagnole, déclarant « [unir] deux rameaux d'une même famille spirituelle espagnole et [contribuer] ainsi à la réconciliation de tous les Espagnols, sans exception d'aucun genre, réconciliation qui seule peut assurer le bonheur et la grandeur de [l'Espagne] » (le nouveau duc de Madrid faisait allusion aux « rameaux » carliste et alphonsiste du royalisme espagnol).
L'ancienne reine d'Espagne Victoire Eugénie, veuve d'Alphonse XIII, qui portait en exil le titre de courtoisie de duchesse de Tolède, mourut le 15 avril 1969 à Lausanne. Son fils Jacques de Bourbon, déjà duc d'Anjou et de Ségovie ainsi que duc de Madrid, ajouta à ces titres de courtoisie celui de duc de Tolède, symbolisant l'héritage monarchique de la branche alphonsiste, cette union des titres de duc de Madrid et de duc de Tolède censée sceller la réconciliation des deux branches rivales, carliste et alphonsiste, des Bourbons.
Le 21 juillet 1969 à Neuilly-sur-Seine, Jacques de Bourbon écrivit une lettre à Francisco Franco (le chef de l’État espagnol). Par cette lettre (qu’il data du 19 juillet 1969 à Paris), le duc d’Anjou et de Ségovie déclara accepter la désignation de son neveu Juan Carlos de Bourbon comme futur roi d’Espagne après la mort de Franco. C’est « en vue du bien commun de l’Espagne, de la paix et de la prospérité du peuple espagnol » et à la demande de son fils aîné, Alphonse (ainsi qu’avec l’accord du cadet, Gonzalve), que Jacques de Bourbon se résigna à donner son accord à cette restauration monarchique en Espagne au profit de Juan Carlos de Bourbon, bien que ce dernier ne soit pas l’aîné des descendants des rois Philippe V et Alphonse XIII d'Espagne.

## Fin de vie
Une demande de mise sous tutelle de Jacques de Bourbon, introduite par ses fils devant le tribunal de la Seine, aboutit, le 24 janvier 1962, à la nomination d'un conseil judiciaire pour l'administration de son patrimoine (Chantal de Badts de Cugnac et Guy Coutant de Saisseval, le Petit Gotha). Le duc d'Anjou et de Ségovie, défendu par maître Aujol gagna sur ses fils ce que son avocat appela « le procès de la honte ».
À la fin de l'été 1970, après avoir résidé en France pendant deux décennies (soit davantage que tous les autres prétendants légitimistes depuis 1830) Jacques-Henri de Bourbon s'installe en Suisse, à Lausanne, « dans une résidence moderne qui tenait davantage de l'H.L.M. améliorée que de l'immeuble de luxe ».
Ayant fait une chute accidentelle dans la rue à Lausanne, Jacques Henri de Bourbon dut être hospitalisé le 27 février 1975. Malgré une opération, les médecins ne purent le sauver.
Ses obsèques furent célébrées le 24 mars 1975 dans l’église du Sacré-Cœur d’Ouchy, à Lausanne. Sur son cercueil furent déposés un drapeau royal français, un drapeau royal espagnol, ainsi que des colliers des ordres du Saint-Esprit et de la Toison d’or. Un service funèbre fut également célébré en France le 22 mai 1975 en la cathédrale Saint-Denis, nécropole des rois de France. 
Jacques Henri de Bourbon fut inhumé tout d'abord au cimetière du Bois-de-Vaux à Lausanne, puis en 1985 (avec l'accord du roi d’Espagne, Juan-Carlos, son neveu) dans le panthéon des infants, au monastère Saint-Laurent de l’Escurial, au nord-ouest de Madrid.

## Mariages et descendance

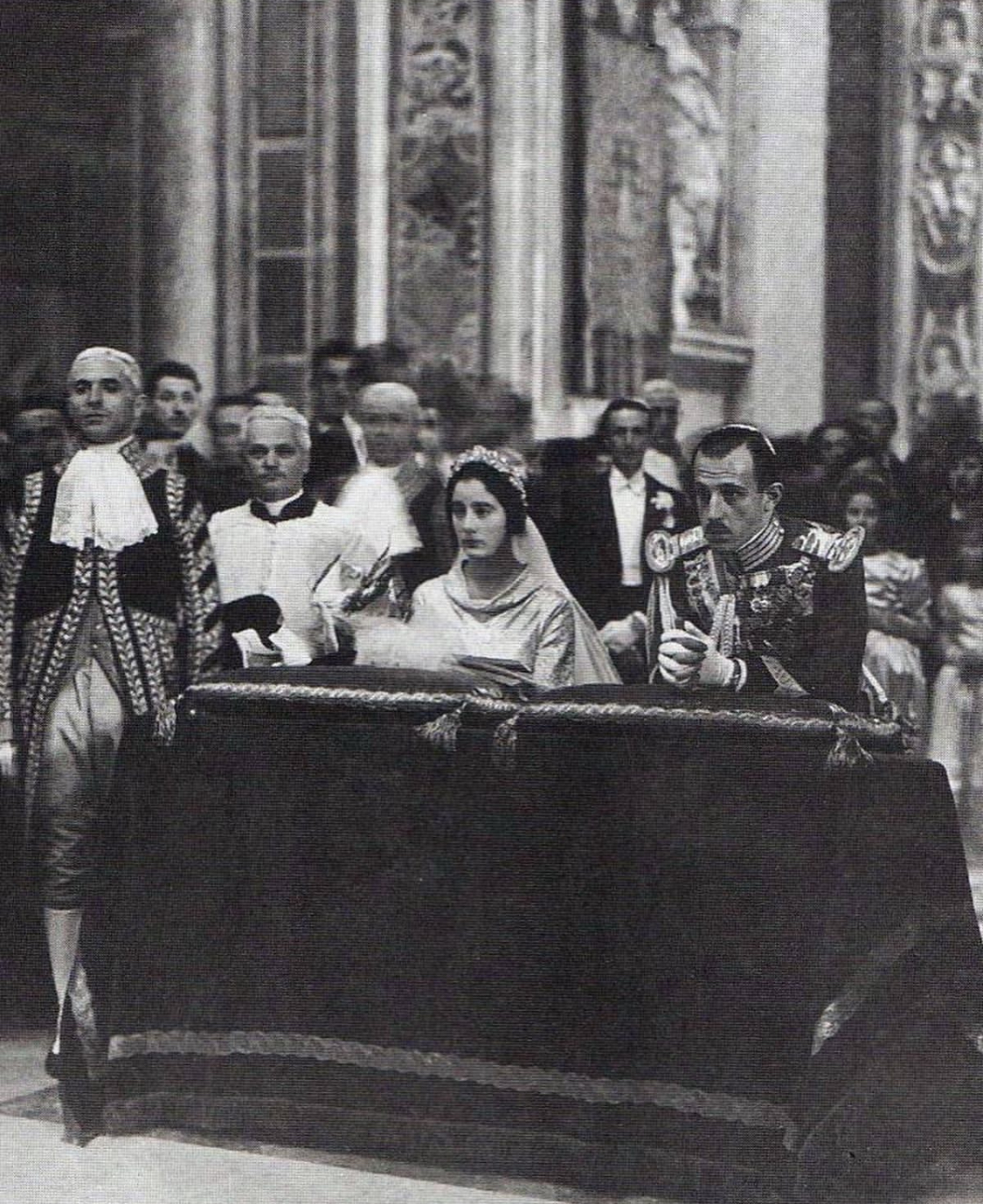
Emmanuelle et Jacques-Henri le jour de leur mariage.

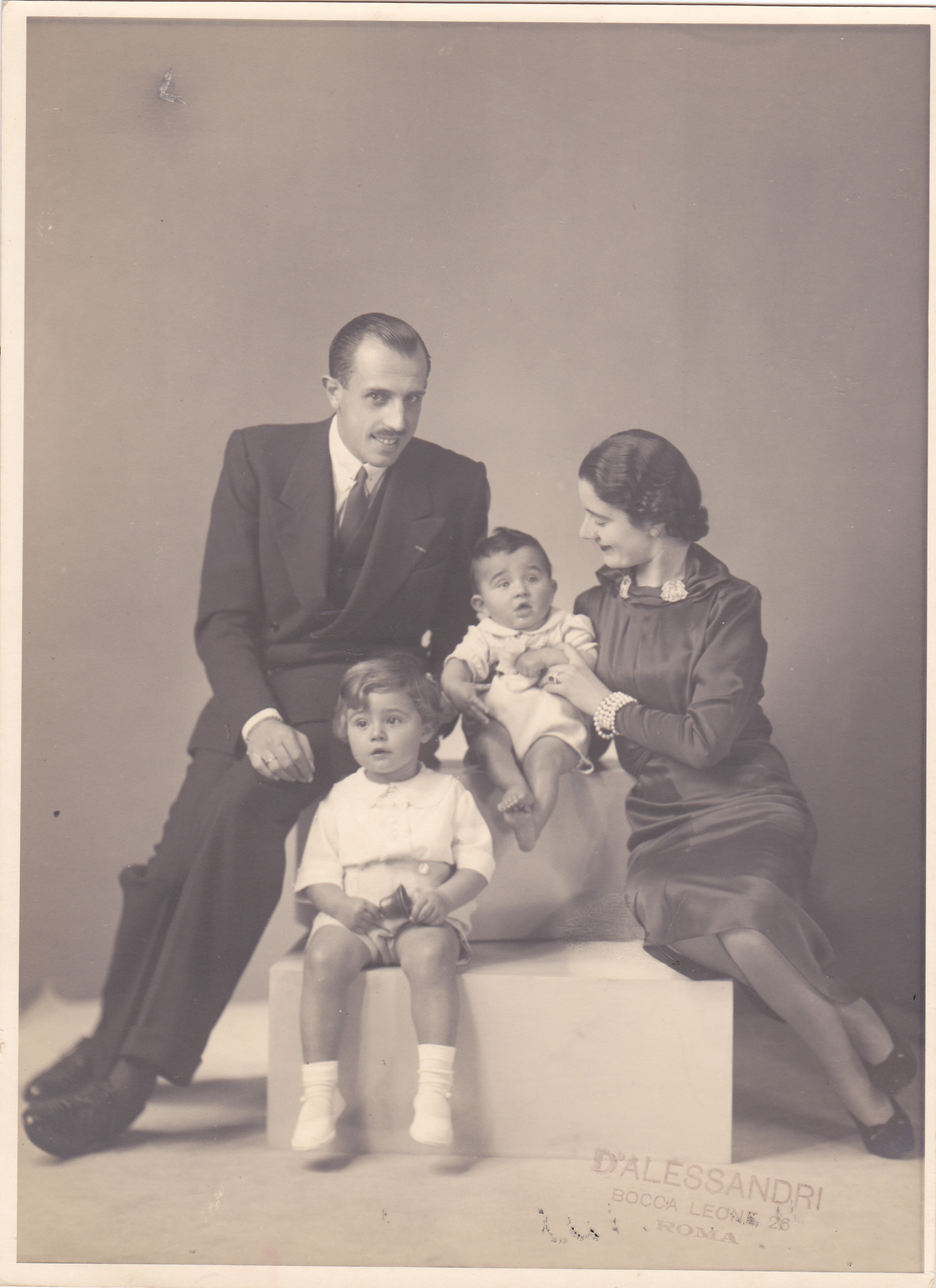
Le duc et la duchesse d’Anjou et de Ségovie avec leurs deux fils, Alphonse et Gonzalve, en 1937.

Jacques de Bourbon épousa à Rome en l’église Saint-Ignace-de-Loyola le 4 mars 1935, Vittoria Jeanne Emmanuelle Joséphine Pierre-Marie de Dampierre (née le 8 novembre 1913 à Rome, de nationalité française et morte le 2 mai 2012 à Rome), fille aînée de Roger de Dampierre (1892-1975), de la noblesse française, et de sa première épouse Vittoria Ruspoli des princes di Poggio Suasa (1892-1982), de la noblesse italienne.
Les invités royaux et parents étaient au rendez-vous et comprenaient notamment l’ancien roi Alphonse XIII (père de Jacques et qui accompagna la mariée dans l’allée), la reine Amélie de Portugal, le prince héritier Humbert d’Italie et son épouse la princesse héritière Marie-José de Belgique, le grand-duc Dimitri de Russie, le comte de Paris, le prince Christophe de Grèce et l’épouse de ce dernier la princesse Françoise d’Orléans. Cependant ni la reine Victoria-Eugénie ni l’infant Alfonso (mère et frère ainé de Jacques) n’assistèrent à la cérémonie. Les témoins des mariés sont l’infant Don Jaime (cousin éloigné de Jacques-Henri), le prince Louis-Ferdinand de Bavière (cousin germain de l’infant) , le prince Aymon de Savoie (duc de Spolète et d’Aoste et futur roi de Croatie).
De ce mariage, Jacques de Bourbon et Emmanuelle de Dampierre eurent deux fils :
- Alphonse, duc de Bourbon et de Bourgogne[43] (1936-1989) ;
- Charles Gonzalve[43], duc d'Aquitaine (1937-2000).

Jacques de Bourbon se remaria civilement à Innsbruck en Autriche, le 3 août 1949 avec Charlotte Tiedemann, cantatrice, deux fois divorcée (de Franz Büchler et de Fritz Hippler), fille d’Otto Eugen Tiedemann et de Luisa Amalia Klein. Protestante originaire d'Allemagne, elle s'est convertie au catholicisme le 8 avril 1979, à Écône en Suisse devant Mgr Lefebvre, quelques mois avant sa mort.
Pour l’Église catholique romaine et les légitimistes, Emmanuelle de Dampierre, malgré un remariage civil (avec Antonio Sozzani), continua d’être présentée comme l’épouse, puis la veuve, de Jacques de Bourbon, donc toujours duchesse d’Anjou et de Ségovie. À ce titre, elle présida pendant de nombreuses années diverses cérémonies commémoratives, aux côtés ou à la place de son petit-fils Louis de Bourbon (1974).

## Titulature et décorations

### En Espagne

#### Titres officiels

Armoiries de l'infant Jaime de Borbón.

En Espagne, les qualifications et titres qu'a portés Jacques de Bourbon sont des titres réguliers accordés par le royaume d'Espagne depuis sa naissance jusqu'à l'abolition de la monarchie le 14 avril 1931 :
- 23 juin 1908 - 20 mars 1975 : Son Altesse Royale don Jaime de Borbón y de Battenberg, infant d'Espagne (naissance).

#### Titres de courtoisie
Les qualifications et titres de courtoisie portés par Jacques de Bourbon comme prétendant alphonsiste et carliste au trône d'Espagne sont les suivants :
- 14 avril 1931 - 11 juin 1933 : Son Altesse Royale don Jaime de Borbón y de Battenberg, infant d'Espagne ;
- 11 juin 1933 - 21 juin 1933 : Son Altesse Royale le prince des Asturies (renonce à ses droits en 1933) ;
- 21 juin 1933 - 4 mars 1935 : Son Altesse Royale don Jaime de Borbón y Battenberg, infant d'Espagne ;
- 4 mars 1935 - 6 décembre 1949 : Son Altesse Royale le duc de Ségovie, infant d'Espagne (annule sa renonciation au trône en 1949) ;
- 6 décembre 1949 - 3 mai 1964 : Son Altesse Royale le duc de Ségovie ;
- 3 mai 1964 - 15 avril 1969 : Son Altesse Royale le duc de Ségovie, duc de Madrid ;
- 15 avril 1969 - 20 mars 1975 : Son Altesse Royale le duc de Ségovie, duc de Madrid, duc de Tolède, infant d'Espagne.

### En France
En France, les qualifications et titres portés actuellement par les membres de la maison de Bourbon n’ont pas d’existence juridique et sont considérés comme des titres de courtoisie. Ils sont attribués par le chef de maison. Prétendant légitimiste au trône de France, Jacques-Henri de Bourbon porta les titres suivants :
- 23 juin 1908 - 29 septembre 1936 : Son Altesse Royale Jacques de Bourbon, prince du sang ;
- 29 septembre 1936 - 6 septembre 1938 : Son Altesse Royale Jacques de Bourbon, fils de France ;
- 6 septembre 1938 - 28 février 1941 : Son Altesse Royale le dauphin de France ;
- 28 février 1941 - 20 mars 1975 : Monseigneur le duc d'Anjou

### Décorations

#### Décorations officielles
- Royaume d'Espagne

| Ordre de la Toison d'Or                    | Chevalier de l'ordre de la Toison d'or (24 octobre 1921, autoproclamé grand maître de l'ordre, comme prétendant au trône d'Espagne à Paris le 1er mars 1963) |
| Ordre de Charles III                       | Chevalier au collier de l'ordre de Charles III (9 décembre 1925),                                                                                            |
| Ordre d'Isabelle la Catholique             | Grand-croix (9 décembre 1925) puis Chevalier au collier (2 février 1931) de l'ordre d'Isabelle la Catholique                                                 |
| Ordre de Calatrava                         | Chevalier (27 mars 1928) puis Commandeur majeur (2 mars 1931) de l'ordre de Calatrava                                                                        |
| Real Maestranza de Caballería de Séville   | Chevalier de la Real Maestranza de Caballería de Séville (1925)                                                                                              |
| Real Maestranza de Caballería de Saragosse | Chevalier de la Real Maestranza de Caballería de Saragosse                                                                                                   |

- Royaume de Danemark

| Ordre de l'Éléphant | Chevalier de l'ordre de l'Éléphant (6 février 1929), |

#### Décorations dynastiques françaises
En qualité de chef de la maison de Bourbon et prétendant légitimiste au trône de France, Jacques-Henri de Bourbon revendique la grande maîtrise des ordres dynastiques traditionnels. Le 8 mars 1972, le duc d’Anjou et de Ségovie prêta serment comme 17e chef et souverain grand maître de l'ordre du Saint-Esprit.
- Légitimisme

| Ordre du Saint-Esprit | 17e grand-maître de l'ordre du Saint-Esprit (1941) (disputé)                   |
| Ordre de Saint-Michel | 23e grand-maître de l'ordre de Saint-Michel (1941) (disputé)                   |
| Ordre de Sainte-Louis | 14e grand-maître de l'ordre royal et militaire de Saint-Louis (1941) (disputé) |
|                       | Grand-maître de l'ordre du Lys (1941)                                          |

#### Décorations dynastiques étrangères
- Royaume des Deux-Siciles

| Ordre de Saint-Janvier                                  | Chevalier de l'illustre ordre royal de Saint-Janvier (1960),                                             |
| Ordre sacré et militaire constantinien de Saint-Georges | Bailli grand-croix de justice avec collier de l'ordre sacré et militaire constantinien de Saint-Georges, |

- Géorgie, maison Bagrationi-Moukhraneli

| Ordre de l'Aigle de Géorgie | Grand collier de l'ordre de l'Aigle de Géorgie |

## La querelle dynastique française
Les prétentions au trône de France de Jacques Henri de Bourbon étaient contestées par les orléanistes, partisans d’Henri d'Orléans (1908-1999). Les orléanistes arguaient notamment des renonciations faites lors des traités d'Utrecht (1713) par Philippe de France (1683-1746), ancêtre direct de Jacques Henri de Bourbon, ainsi que d’une « fusion » intervenue en 1883 à la mort d’Henri d'Artois (1820-1883) entre les orléanistes et les légitimistes de l’époque. Aux yeux des orléanistes, Jacques Henri de Bourbon était « don Jaime de Borbón y de Battenberg », ex-infant d'Espagne et « duc de Ségovie ». Les orléanistes lui déniaient les pleines armes de France ainsi que le titre de « duc d’Anjou ».